# Ốc

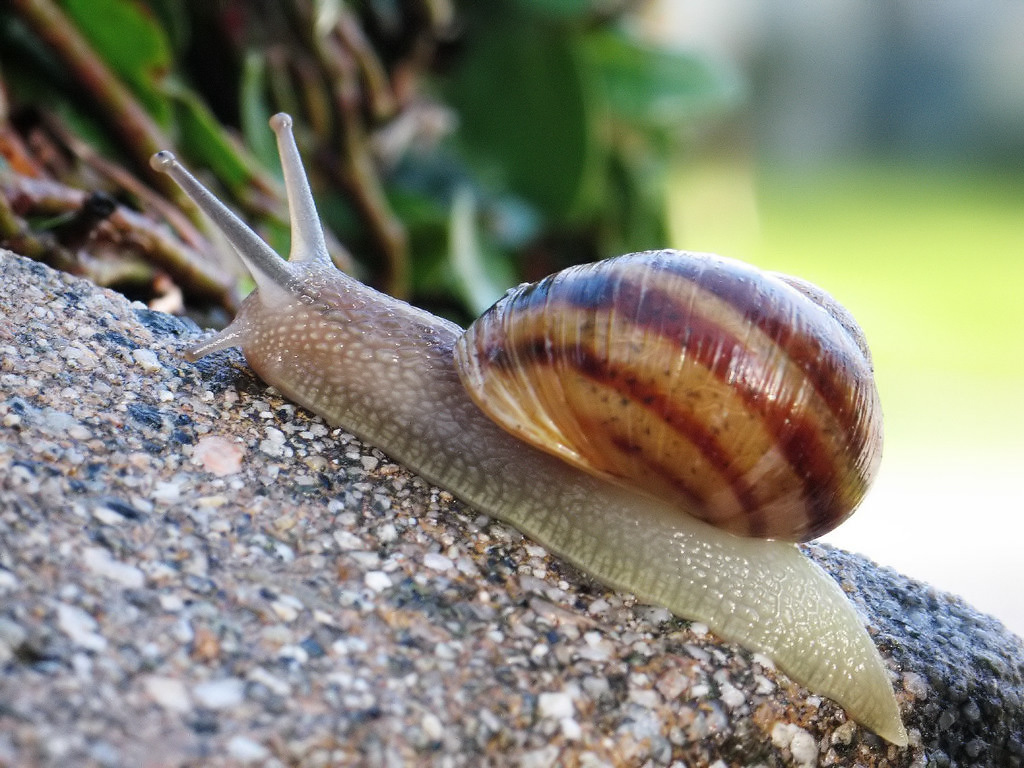
Ốc sên

Để biết về một sản phẩm cơ khí cùng tên, xem Bu lông.
Ốc là tên chung để chỉ hầu hết các loài động vật thân mềm trong lớp Chân bụng. Tên khoa học chung: gastropoda. Xuất hiện từ đầu cổ Nguyên Sinh, cho tới nay có khoảng 7000 loài. Ốc là loài ăn tạp có thể ăn một số loài thân mềm khác hoặc một số xác chết của động vật khác.

## Cấu tạo
Ốc có hai bộ phận chính: phần mềm và phần vỏ. Cấu tạo phần thân mềm giống như phần lớn các loài chân bụng khác.
Phần vỏ (từ vài mm đến vài dm). Khác với các loài thân mềm khác như chân đầu (vỏ trong phân khoang), vỏ ốc chỉ có một van duy nhất không phân khoang. Các loài ốc vỏ xoắn khi trưởng thành, dạng xoắn thường, nón hoặc ống trụ(còn có các loài ốc không có vỏ hoặc vỏ rất nhỏ, ví dụ ốc sên trần). Đặc điểm chung là có vỏ cứng bằng đá vôi, tạo thành ống rỗng, cuộn vòng quanh trục chính thành các vòng xoắn, thường theo chiều thuận với chiều kim đồng hồ.
Ở vòng xoáy cuối cùng, thường có một chiếc nắp nhỏ (nơi ra vào của con vật). Điểm xuất phát của vòng xoáy, được gọi là đỉnh (hoặc rốn) cũng là điểm bắt đầu của những đường vân trên vỏ ốc. Có hai loại vân: vân ngang và vân dọc.

## Tập tính
Ốc sống ở rất nhiều môi trường đa dạng, từ rãnh nước, sa mạc, cho đến những vực biển sâu. Đa số các loài ốc sống ở môi trường biển. Nhiều loại khác sống trên cạn, trong môi trường nước ngọt (ốc nước ngọt), và nước lợ. Nhiều loài ốc là động vật ăn thực vật, một số loài ốc cạn và nhiều loài ốc biển là động vật ăn tạp hoặc động vật ăn thịt. Ốc sên không lột vỏ.Ốc sên tự vệ bằng cách khép vỏ.

## Hình ảnh

Ốc sên
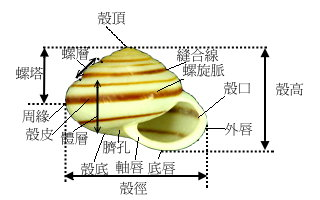
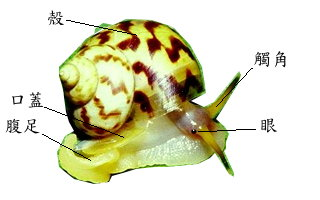
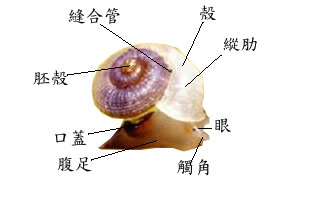
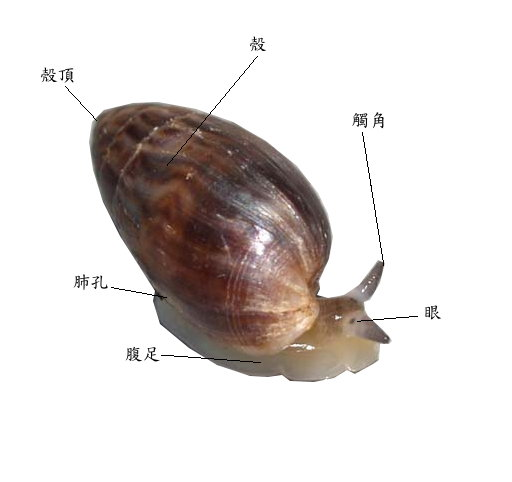

- Tập_tin:Snailstruture.jpg
- Tập_tin:Neritopsina.jpg
- Tập_tin:Caenogastropoda.jpg
- Tập_tin:Actophila.jpg